# Lancia Voyager
Le Lancia Voyager est un monospace de la marque Chrysler, rebadgé pour Lancia, sorti en 2011 et identique au Chrysler Grand Voyager contemporain.

## Historique

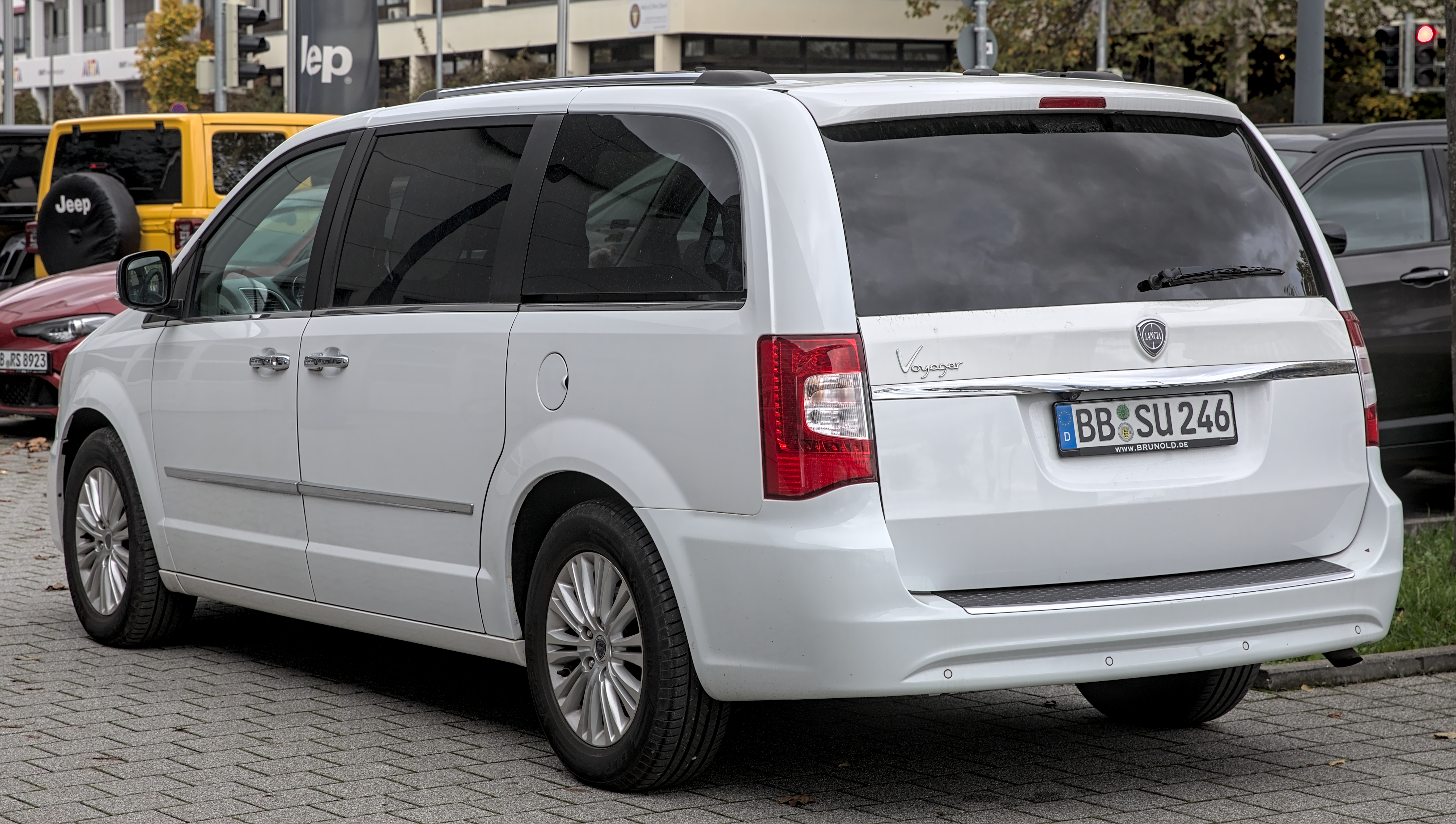
Vue arrière.

Courant 2011, la marque Chrysler est rebadgée Lancia en Europe (sauf au Royaume-Uni et en Irlande). Le monospace reçoit un important restylage visant la planche de bord, les jantes, la calandre, etc.
Le Lancia Voyager reçoit trois moteurs inédits : deux moteurs diesel 2,8 L délivrant 163 et 178 chevaux et un moteur essence 3,6 L V6 de 283 chevaux. Ces trois moteurs sont couplés à une boîte de vitesses automatique à six rapports.
Le Voyager reçoit le système « Stow'n go » qui rabat rapidement les deuxième et troisième rangées de sièges dans le plancher.
L'intérieur dont dispose le Lancia est d'une qualité de fabrication honorable et d'un excellent niveau d'équipement : système DVD au plafond (x2) avec casques audio sans fil, sièges indépendants chauffants, portes coulissantes électriques, sièges de troisième rangée pouvant s'encastrer dans le coffre électriquement...
Comme annoncé en 2014,, la marque Lancia se recentre en 2015 sur le marché italien et ne propose plus que l'Ypsilon. Le Lancia Voyager disparaît alors des concessions.